# Норфолкська мова
Норфолкська мова (Norfuk) — мова корінних жителів острова Норфолк.
Є принесеною на острів переселенцями з острова Піткерн сумішшю англійської мови зразка XVIII століття і таїтянської мови. Має офіційний статус на острові Норфолк.
У зв'язку з усе більшою відкритістю Норфолка зовнішньому світу на острові дедалі більше зміцнюються позиції англійської мови, а Норфолкська поступово виходить з ужитку.
Але останнім часом докладаються зусилля для повернення мови у сферу повсякденного спілкування: ведеться навчання дітей, публікуються англо-Норфолкські словники, введені двомовні дорожні покажчики тощо. У 2007 році ООН внесла Норфолкську до списку мов, які перебувають під загрозою зникнення. Оскільки в Норфолкській мові нерідко відсутні слова для вираження деяких понять, деякі вчені розглядають її як свого роду жаргон. Проте багато лінгвістів в наш час[коли?] все ж зараховують норфолкський діалект до мов і відносять її до групи атлантичних креольських мов. Відносна доступність острова Норфолк призвела до більшого (порівняно з островом Піткерн, де поширена споріднена Норфолкській піткернська мова) числа контактів носіїв Норфолкської мови з англофонами.
Вважається, що з двох мов, що «породили» Норфолкську, — англійської і таїтянської — більшою мірою на формування норфолкської мови вплинула англійська: слова таїтянського походження в Норфолкській в основному належать до табуйованої лексики та негативних визначень.
Будучи переважно розмовною мовою, Норфолкська довго не мала літературної форми. Протягом останніх десятиліть було зроблено декілька спроб виробити для неї стандартну орфографію — або на основі чинних англійських правил, або на фонетичному принципі з застосуванням особливих діакритичних знаків для специфічних Норфолкських звуків. Зусилля увінчалися публікацією в 1988 році першої граматики Норфолкської мови.
З огляду на те, що, як вже вказувалося, Норфолкська мова часто не має слів для вираження певних понять, особливо з області науки і техніки, деякі її носії вважають за необхідне замість запозичення відповідних англійських лексем створити особливий комітет, який був би наділений функцією і повноваженнями щодо винаходу нових слів на основі внутрішніх можливостей мови.
У цьому ситуація з Норфолкською мовою не унікальна: схожі тенденції мовного пуризму сьогодні спостерігаються в багатьох мовах світу: наприклад, в маорійській, ісландській, хорватській, чеській, турецькій та інших.